# Alekséi Létnikov

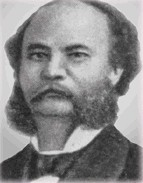
Alekséi Létnikov.

Alekséi Vasílievich Létnikov (Ruso: Алексе́й Васи́льевич Ле́тников), (1837 - 1888) fue un matemático ruso.
Después de graduarse de la universidad hizo clases en la Universidad de Moscú y en La Sorbona. En 1860 se volvió instructor de Matemáticas en el Instituto Konstantín. Obtuvo el grado de maestro (1868) y de PhD (1874) de la Universidad de Moscú. En 1868 se volvió profesor de la Universidad Técnica Estatal de Moscú, entre 1879 y 1880 fue inspector de la escuela. Desde 1883 fue director de la Escuela Comercial Aleksandr (ruso: Александровское коммерческое училище); desde 1884 fue miembro de la Academia rusa de las Ciencias. Letnikov muere en 1888 en Moscú y fue enterrado en el cementerio Aleksandroskoye.
La contribución más famosa de Létnikov fue la creación del diferintegral de Grünwald-Létnikov. También publicó resultados acerca de Geometría analítica, armónicos esféricos, ecuaciones diferenciales ordinarias y geometría no euclidiana.
- Datos: Q1965150
- Multimedia: Aleksey Letnikov / Q1965150